# Charta zur Förderung des Katalanischen

Logo des Conseil Général des Departements Pyrénées-Orientales

Die Charta zur Förderung des Katalanischen (französisch: Charte en faveur du catalan; katalanisch: Carta en favor del català) ist eine Selbstverpflichtung des Conseil Général im französischen Département Pyrénées-Orientales zum Schutz und zur Weiterentwicklung der katalanischen Sprache in Nordkatalonien. Sie wurde am 10. Dezember 2007 beschlossen.

## Ziele
Der Conseil General  des Departements Pyrénées-Orientales verpflichtete sich darin, die katalanische Sprache und Kultur nachhaltig zu fördern, weiterzuentwickeln und zu verbreiten. Er setzte sich folgenden Ziele:
- Das Überleben und die Weitergabe der katalanischen Sprache zu sichern und den Rückgang an Sprechern umzukehren.
- Jedem Bewohner des Départements, der es wünscht, die Verwendung der katalanischen Sprache zu ermöglichen.
- Die Präsenz der katalanischen Sprache in den verschiedenen Bereichen des öffentlichen und sozialen Lebens des Départements durch Zweisprachigkeit zu gewährleisten.
- Durch den Respekt vor der Eigenständigkeit der katalanischen Sprache und Kultur zur Integration von Neubürgern beitragen.

## Inhalt der Charta

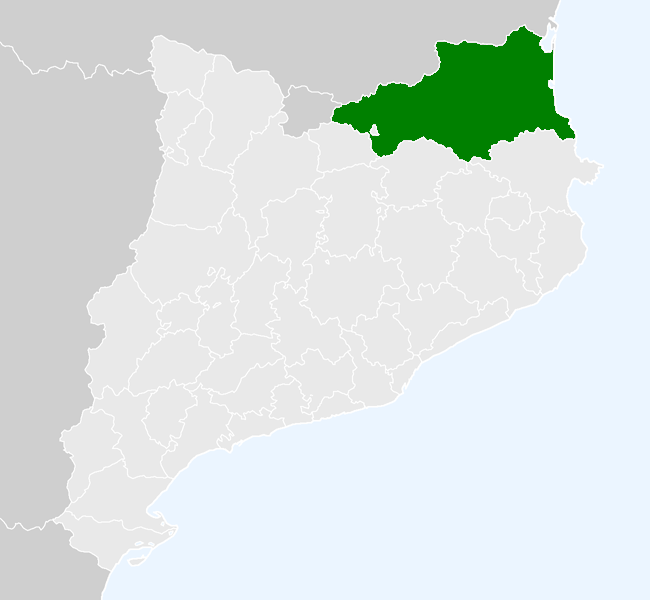
Lage von Nordkatalonien zu Katalonien

In der Präambel der Charta wird festgestellt, dass die vor über tausend Jahren entstandene katalanische Sprache einen Pfeiler der eigenen Identität, des Erbes und des Reichtums des Departements Pyrénées-Orientales darstelle. Die Region wird darin erstmals offiziell als Catalunya Nord (‚Nordkatalonien‘) bezeichnet (statt der historischen Bezeichnung Roussillon). 
Soziolinguistische Untersuchungen hätten gezeigt, dass auch im 21. Jahrhundert die Bewohner an der katalanischen Sprache interessiert seien und ihr treu blieben. Heute wie in den kommenden Jahren sei das Überleben der katalanische Sprache eine Frage von großer kultureller, wirtschaftlicher, politischer und menschlicher Bedeutung.
Die Politik zur Förderung der katalanischen Sprache sei nicht gegen die französische Sprache gerichtet und die Anerkennung des Katalanischen und der Zweisprachigkeit stelle weder die Existenz noch den offiziellen Charakter der französischen Sprache in Frage. Diese Politik sei keine Bedrohung für die nationale Einheit, sie basiere auf Anreizen und Ermutigung und nicht auf Verpflichtung. Niemand sei gezwungen, Katalanisch zu lernen. Die katalanische Sprache sei Erbe und Ausdruck der gesamten Bevölkerung, nicht nur einzelner Experten.
Die Anerkennung des Katalanischen und die Politik zu Gunsten der Zweisprachigkeit gründen auf den universellen Prinzipien über die Achtung der Vielfalt und der Gleichwertigkeit der Sprachen. Es wird Bezug genommen auf die entsprechenden Kapitel der
- Allgemeinen Erklärung der Menschenrechte
- Allgemeinen Erklärung der Sprachenrechte
- Europäische Menschenrechtskonvention
- Europäische Charta der Regional- oder Minderheitensprachen

Da sich unter Berufung auf die verfassungsrechtlich verankerten Grundsätze französischer Sprachpolitik das französische Parlament und der französische Verfassungsrat 1999 entgegen einer Initiative aus der Regierung geweigert hätten, die Europäische Charta der Regional- oder Minderheitensprachen zu ratifizieren, besitze die katalanische Sprache heute keine rechtliche Grundlage, die für ihren Erhalt und ihre Weiterentwicklung ausreichend wäre. Die Regionen seien gemeinsam mit dem Staat gefordert, das kulturelle Erbe der katalanischen Sprache zu schützen sowie die Sprachforschung und Verbreitung zu fördern.
Mit der Charta erkennt der Conseil Général offiziell das Katalanische neben dem Französischen als Sprache des Departements Pyrénées-Orientales an. Es verpflichtet sich, zur Verbreitung der katalanischen Sprache und Kultur aktiv beizutragen. Als linguistische Autorität wird das Institut d’Estudis Catalans mit Sitz in Barcelona anerkannt.